# Баранников, Алексей Степанович
Алексей Степанович Баранников (род. 1933) — советский и российский агроном, председатель колхоза «Новая семья» Новосибирской области (1968—1992). Депутат Верховного Совета СССР (1974—1979).

## Биография
Родился в 1933 году. Русский. Образование высшее — заочно окончил Омский сельскохозяйственный институт. Член КПСС с 1961 года.
Трудовую деятельность начал в 1949 году рабочим хлебоприёмного пункта. В 1952—1954 годах служил в Советской Армии. После демобилизации работал в районной заготовительной конторе, затем был инструктором райкома ВЛКСМ. С 1956 года — агроном, затем главный агроном колхоза, управляющий отделением совхоза. На посту главного агронома вступил в конфликт с райкомом КПСС, отказавшись сеять кукурузу в холодную землю, за что получил выговор с занесением в учётную карточку. Впоследствии выговор был снят после того, как на следующий год его колхоз получил лучший урожай кукурузы.
С 1968 по 1992 годы был председателем колхоза «Новая семья» Карасукского района Новосибирской области. Внёс большой вклад в развитие Карасукского района - лично (как депутат и член обкома КПСС) и в качестве председателя колхоза. По его инициативе в районе был построен целый ряд важных объектов, таких как мост через реку Курья, кирпичный завод средняя школа в селе Чёрная Курья и ряд других, а также построено 185 домов в Чёрной Курье (жилой фонд села обновлён на 90 процентов).
В 1992 году оставил пост председателя и стал фермером-единоличником. Занимался фермерством до 2008 года, после чего ушёл на заслуженный отдых. По состоянию на 2013 год проживал в Карасукском районе.
Депутат Совета Союза Верховного Совета СССР 9 созыва (1974—1979) от Купинского избирательного округа № 242 Новосибирской области, член Комиссии по строительству и промышленности строительных материалов Совета Союза. Неоднократно избирался депутатом Новосибирского областного совета, Карасукского районного совета и сельских советов, был членом Новосибирского обкома КПСС.

## Награды
- Орден Ленина
- медали СССР
- Отличник народного просвещения РСФСР
- Победитель социалистического соревнования

## Семья
Отец, Степан Баранников, происходил из простой крестьянской семьи, образования не получил. В первые годы советской власти был председателем коммуны в Баганском районе. Участвовал в Великой Отечественной войне, погиб в 1943 году под Сталинградом.
Супруга — Анна Викторовна Баранникова (род. 1935), учительница.
В семье Алексея Баранникова четверо детей (трое сыновей и дочь):
- Сергей Баранников — старший сын. Директор ЗАО «Агрофирма Рождественская» Карасукского района, депутат Законодательного собрания Новосибирской области от КПРФ.
  - Внук Алексей — главный агроном ЗАО «Агрофирма Рождественская»
  - Внук Александр — агроном
  - Внучка Виктория — по состоянию на 2013 год была студенткой
- Вячеслав Баранников — агроном, одно время работал фермером вместе с отцом
- Алексей Баранников — агроном[1].